# 吴哥波雷县
吴哥波雷县，又译吴哥博瑞县、吴哥比里县，是柬埔寨茶胶省下辖的一个县。
这里是古代扶南王国重要的港口。后来，也是柬埔寨国王诺罗敦的出生地。